# عمر مكليود
عمر مكليود (بالإنجليزية: Omar McLeod)‏ هو عداء حواجز جمايكي ولد في يوم 25 أبريل 1994 في مدينة كينغستون عاصمة جمايكا، أبرز إنجازاته هو فوزه بالميدالية الذهبية في سباق 110 متر حواجز في دورة الألعاب الأولمبية الصيفية 2016 في ريو دي جانيرو، كما سبق للعداء الفوز بالميدالية الذهبية في سباق 60 متر حواجز في بطولة العالم لألعاب القوى داخل الصالات 2016 في بورتلاند، أفضل زمن له في سباق 110 متر حواجز هو 12.97 ثانية.

## روابط خارجية
- عمر مكليود على موقع الاتحاد الدولي لألعاب القوى (الإنجليزية)
- عمر مكليود على موقع الدوري الماسي (الإنجليزية)
- عمر مكليود على موقع TFRRS.org (الإنجليزية)
- عمر مكليود على موقع اللجنة الأولمبية الدولية (الإنجليزية)
- عمر مكليود على موقع أوليمبيديا (الإنجليزية)